# آمونسن (فیلم)
آمونسن (به نروژی: Amundsen) فیلمی است در ژانر زندگی‌نامه‌ای محصول ۲۰۱۹ نروژ. فیلم را اسپن سندبرگ کارگردانی کرده و پال سوره هاگن، کاترین واترستون و تروند اسپن سیم در آن به ایفای نقش پرداخته‌اند. فیلم دربارهٔ روئال آمونسن کاشف نروژی می‌باشد.

## داستان
فیلم دربارهٔ زندگی و کودکی آمونسن است. ابتدای فیلم با مکالمهٔ لئون برادر روئال آمونسن با بس معشوقهٔ روئال آغاز می‌شود و عمدهٔ داستان زندگی آمونسن از زمانی که در کودکی مشتاق فتح قطب شد تا سفرش به قطب جنوب، روابط عشقی‌اش، و کوشش‌هایش برای سفرهای اکتشافی به قطب شمال ادامه می‌یابد. فیلم نهایتاً با مرگ آمونسن طی یک عملیات نجات در قطب شمال خاتمه می‌یابد.